# 검은 성모의 집
검은 성모의 집(체코어: Dům U Černé Matky Boží)은 체코 프라하에 있는 입체주의 건축물이다. 요제프 고차르가 설계했다. 1층에는 카페가 있고, 위 4개 층은 체코 입체주의 미술관으로 사용된다.
1912년에 완공된 이 건물은 이 자리에 있던 이전 건물의 잔재인 바로크 조각상인 검은 성모의 이름을 따서 명명되었다. 프라하에서 가장 오래된 입체주의 건축물 중 하나다. 수년간 건물의 원래 구조가 변형되고 손상된 후 2003년에 완전히 복원되었다.